# اوتوار
اوتوار (به فرانسوی: Autoire) یک کمون در فرانسه است که در لو واقع شده‌است. اوتوار ۷٫۱۵ کیلومتر مربع مساحت دارد ۳۰۰ متر بالاتر از سطح دریا واقع شده‌است.